# 大血管轉位
大血管轉位（transposition of the great vessels，TGV）是因大血管在空間安排上異常的罕見先天性心臟缺陷，主要發生在上腔靜脈、下腔靜脈、肺動脈、肺靜脈以及由心臟送出血液至全身的主動脈，由血管連接位置錯誤所造成，若不加以治療極易造成死亡。若新生兒大血管轉位只發生在主要動脈，也就是主動脈和肺動脈，則特稱為大動脈轉位（transposition of the great arteries，TGA），這種先天性心血管疾病於1797年由蘇格蘭病理學家Matthew Baillie首次紀錄之，但即使於1895年起有更多記載，這種病理卻等到胚胎學逐漸發展的1960年代才獲得重視。

正常的心臟解剖示意圖。圖左半乃是心臟右邊，其上下各一條藍色血管是上、下腔靜脈，血液進入淺藍色空間乃是右心房，其下深藍為右心室，往上接至淺紫色T字形的肺動脈，由肺部送回之充氧血再由四條皮膚色血管流入圖右上的淺藍色左心房，下降至鮮紅的左心室，最後經過上彎再下行的主動脈。此圖所用顏色乃是為解說之便，不可誤認為實際顏色

## 病理機轉
在最簡單的情況下，大血管轉位就是單純地指肺動脈與主動脈，在心臟上的接點和正常人相反。要了解動脈轉位的異常現象，首先必須對正常心臟的空間架構有基本的概念。

### 正常的血液循環
人的心臟有四個腔室，將心臟分隔為左右各一個心房、各一個心室，在接通正常血管後，血液循環的流向則為全身血液回流至上、下腔靜脈送入心臟右上方的右心房，再透過其下的右心室（圖下深藍）將這些顏色暗紅的缺氧血擠出，從肺動脈到肺泡上的微血管進行氣體交換以獲取足夠的氧氣，再經過肺靜脈回到心臟左上的左心房，最後由其下之左心室收縮，使血液透過主動脈打入全身。

### 大動脈轉位的血液循環
在大動脈轉位的新生兒身上，血液卻是在肺部交換氣體後，由肺靜脈進入左心室出發至肺動脈;輸送血液至全身的主動脈，接收的卻是來自右心室打出、原本應該送入肺部進行氣體交換的缺氧血。這樣的改變，在沒有其他相關損傷的情況下，患者是無法存活的，因為肺部血液只在肺部和左心循環，身體的血液只在身體不斷流返，此時患者血液分為兩組完全無法交換的肺循環與體循環，造成身體無法得到氧氣，缺氧死亡。
對新生兒而言，出生前血氧和養分來源主要透過臍帶輸送至體循環內，而透過連接兩組循環血管的動脈導管和心臟中間的卵圓孔尚未完全封閉，因此仍能持續存活，但出生後導管不久即關閉，而卵圓孔也將由膜狀構造分隔心臟左右，由於兩組循環無法交流，因此這類嬰兒印堂、嘴唇發黑，全身透出紫藍色缺氧的發紺徵兆，也就成為所謂的藍嬰症。
要讓患者生存的唯一條件為肺循環和體循環的溝通分流，目前醫學慣用程序乃是將部分血液導引至正常管道，或將心臟左右腔室的卵圓窩打通，使血液能部分在心臟混合，爭取患者存活的時間，以利進一步手術進行。

## 并发症
大血管轉位有時也會伴隨其他心臟異常，常見者如心房中膈缺損、開放性卵圓孔（patent foramen ovale）、心室中膈缺損和開放性動脈導管（patent ductus arteriosus）。瓣膜狹窄（stenosis）或其他狀況也可能同時表現在新生兒身上。

## 診斷

### 出生前
超音波、放射線攝影技術，可使胎兒在母體內診斷出是否有心血管發育的問題，但仍有許多患有先天性心血管疾病之嬰幼兒出生後才被發現異常狀況，但後者可能產生基因變異，因此較少使用。

### 出生後
新生兒出生後不久若全身發紺，則極有可能發生心肺功能異常，此時若是大血管轉位，則佔所有新生兒心血管疾病4%，並且需要立即對發紺之新生兒進行氧氣治療。患有大血管轉位之新生兒出生後，醫護人員將試圖維持動脈導管的暢通，使兩個循環能夠維持嬰兒最低需氧量，並且藉由持續注射前列腺素防止該導管收縮。

## 治療

### 外科手術
早期外科手術方式是心房轉位手術（atrial switch operation），將上下腔靜脈經由心房中的隔間導引至對側心室。目前較好的手術方式為動脈轉位手術（arterial switch operation）是直接將錯位的主動脈與肺動脈剪接互換至正確管道上，但為使新生兒手術過程能爭取時間，有時會使用一個微小氣球裝置，將左右心臟的分隔打穿，使充氧、缺氧血液能加以混合，再進行血管轉位手術將肺動脈、主動脈接回正常位置，最後才將冠狀動脈移植至已接上左心室的主動脈基部。

## 外部連結
- （英文） Diagram at kumc.edu （页面存档备份，存于）
- （英文） Diagram and description at umich.edu